# ورق الحائط الأصفر
ورق الحائط الأصفر هي قصة قصيرة للكاتبة الأمريكية شارلوت بيركنز خيلمان نشرت لأول مرة في يناير عام 1892 في مجلة نيو إنغلاند وتعتبر القصة من أوائل الأعمال الأدبية التي تمثل الأدب النسوي حيث صورت اتجاهات القرن التاسع عشر نحو صحة المرأة الجسدية والعقلية.

## الملخص
تبدأ القصة بضمير المتكلم حيث تقص علينا بطلة القصة ما جرى لها، حيث ذهبت وزوجها الطبيب جون إلى أحد البيوت لاستجاره، ونزلت الراوية على رأي زوجها وذهبت للمنزل ولازمت الفراش حتى تستريح من عناء ما بعد الولادة. كانت غرفتها في الطابق العلوي بها نوافذ ذات قضبان حديدية، وورق الحائط بها كان ممزقا، وتوجد آثار خدوش على أرضية هذه الغرفة مما جعل الشك يساورها بأن امرأة كانت هنا قبل ذلك حبيسة بين هذه الجدران رغما عن إرادتها. بالغ زوجها في عزلتها وبدأت تضجر من لون ورق الحائط الأصفر ومع مرور الزمن بدأت تراءى لها أشباحا على هذا الورق الأصفر وان ثمة امراة تريد أن تخرج منه، بدأت تساعد المرأة وتمزق الورق وتدور حول الغرفة، وعندما دخل عليها زوجها وهي في هذه الحالة أغمى عليه وصارت تطأ جسده وهي تدور في الغرفة.

## روابط خارجية
- ورق الحائط الأصفر على موقع الموسوعة البريطانية (الإنجليزية)